# چروونکا-پارتسل
چروونکا-پارتسل (به لهستانی:  Czerwonka-Parcel) یک روستا در لهستان است که در گمینا سوخاچو واقع شده‌است.